# Costa Verde (Portugal)
A Costa Verde de Portugal é o nome dado à região costeira que engloba todo o litoral setentrional do país, desde a foz do rio Minho em Caminha até à foz do rio Douro na cidade do Porto englobando ainda até à barrinha de Esmoriz.
O nome da costa provém da cor predominante da densa vegetação da região, verde graças à abundante precipitação. A região tem clima mediterrânico, com a classificação climática de Köppen Csb.
As principais cidades costeiras da Costa Verde são, além do Porto, Viana do Castelo, Esposende, Póvoa de Varzim, Vila do Conde e Espinho, sendo que a ultima referida é apelidada de "Rainha da Costa Verde". Todas estas cidades têm grande tradição pesqueira.
A região costeira conferiu também o nome à antiga região de turismo portuguesa denominada Região de Turismo da Costa Verde.